# Mesothen aurantegula
Mesothen aurantegula är en fjärilsart som beskrevs av D.Jones 1914. Mesothen aurantegula ingår i släktet Mesothen och familjen björnspinnare. Inga underarter finns listade i Catalogue of Life.